# Мони
 Тази статия е за етническата група.  За селото в Кипър вижте Мони (окръг Лимасол).  
Моните (на монски: မောန်) са австроазиатска етническа група в Югоизточна Азия, наброяваща около 1 милион души и говореща главно монски език.
Живеят главно в южните и югоизточни части на Мианмар с около 100 хиляди души в съседните части на Тайланд. Наред с кхмерите, моните са сред най-древните известни народи в Индокитай и изиграват важна роля за разпространението на теравада будизма в региона. В средата на I хилядолетие те създават свои държави, най-значима сред които е Дваравати, но през следващите столетия те са изтласкани от идващите от север бирманци и таи. Голяма част от моните са асимилирани от тези два народа, но оказват значително влияние върху тяхната култура.